# Alexander Johansson (fotbollsspelare född 1995)
Eric Alexander Johansson, född 30 oktober 1995, är en svensk fotbollsspelare som spelar för Mjällby AIF.

## Karriär
Mellan 2011 och 2013 spelade han för Skrea IF i Division 4. Inför säsongen 2014 gick Johansson till Vinbergs IF. Inför säsongen 2016 gick han till Stafsinge IF. I december 2016 värvades Johansson av Ullareds IK.
I februari 2018 värvades Johansson av division 1-klubben Tvååkers IF, där han skrev på ett treårskontrakt. I november 2019 värvades Johansson av Varbergs BoIS. Johansson gjorde allsvensk debut och sitt första mål den 21 juni 2020 i en 2–2-match mot Malmö FF.
I oktober 2020 lånades Johansson ut till norska Sandnes Ulf. I mars 2021 lånades han ut till IK Brage på ett låneavtal fram till sommaren 2021. I januari 2023 värvades Johansson av Mjällby AIF, där han skrev på ett treårskontrakt.